# Орловка (аэродром, Тверская область)
Орло́вка (Погорелое Городище) — спортивный аэродром в Зубцовском районе Тверской области. Расположен в 2 км восточнее посёлка Погорелое Городище, рядом с автострадой М-9 «Балтия». Площадь аэродрома — 350 гектаров. Размеры взлётно-посадочных полос: 806x20 м2 (асфальтобетон) и 1200x80 м2 (грунт).
Примечание. Также в РФ на территории Амурской области имеется стационарный заброшенный аэродром и  бывший (нежилой) авиационный гарнизон истребительной авиации Орловка (Серышево-4), индекс аэродрома ЬХБО/XHBO. Использовался авиацией с 1974 по 2001 год.

## Принадлежность и инфраструктура
Аэродром эксплуатируется авиационным учебным центром «Небосвод-авиа». Командно-диспетчерский пункт оснащен современными средствами связи и метеообеспечения. При аэродроме действует база отдыха.

## Принимаемые типы воздушных судов
На аэродроме постоянно базируется частная и спортивная авиация категории А: (типа: Ан-2, Л-410, Як-18, Як-52); обслуживаются более крупные суда категории В: (типа: Л-29, Л-39, Ил-14, Ан-24, Як-40) и другие типы ВС 3-4 класса, вертолёты всех типов.

## Характеристики
- Координаты: с56 08.37; в034 59. 31
- МКпос = 58/238
- Круг: юго-восточный, высота 300 м
- Абсолютная высота площадки: Нпл = 208 м
- Частота 126,7 МГц, позывной: «Орловка-старт»
- 172310, Тверская область, Зубцовский район, н.п. Погорелое Городище, ул. Вокзальная, дом 10
- Топливо: 100LL в наличии всегда, АИ-95 в наличии всегда, ТС-1 в наличии всегда
- Диспетчер аэродрома: +7-900-014-17 12